# Astra Linux
Astra Linux è una distribuzione sviluppata in Russia derivata da Debian GNU/Linux. È ideato per essere un sistema operativo utilizzato dall'Esercito russo, dalle altre forze armate e dai servizi segreti. Esso fornisce la protezione dei dati fino al livello di "top secret" del grado russo delle informazioni classificate. È stato ufficialmente certificato dal Ministero della Difesa russo, dal Servizio Federale per la tecnica e controllo delle esportazioni.
Il creatore del sistema operativo è Scientific/Manufacturing Enterprise RusBitTech che è l'applicazione di soluzioni in base al decreto del governo russo №2299-р del 17/10/2010 che ordina le autorità federali e le istituzioni di bilancio ad implementare l'uso del software libero.
I rilasci del sistema operativo prendono il nome dall'eroe della città della Russia e CSI. Vi è un rilascio per "general purpose" nome in codice "Oryol" finalizzato a "raggiungere piccole e medi obiettivi di business". Altre uscite sono contrassegnate ad "usi speciali" - il "Smolensk" per x86-64 PC, "Tula" per hardware di rete, "Novorossiysk" per i dispositivi mobili ARM e "Murmansk" per mainframe IBM System z.
Si è dichiarato che le licenze Astra Linux corrispondono alle leggi russe e internazionali e "non in contraddizione con lo spirito e le richieste di licenza GPL". Il sistema utilizza i pacchetti .deb.
Astra Linux Special Edition viene utilizzato in Russia al Centro nazionale per il controllo della difesa.
Ci sono trattative per implementare l'utilizzo di massa di Astra Linux in numerose istituzioni statali della Repubblica di Crimea - l'utilizzo legittimo di altri sistemi operativi popolari è discutibile a causa delle sanzioni internazionali durante la crisi ucraina.
Inoltre ci sono piani in materia di cooperazione di RusBitTech e Huawei.